# Міран Аділ-хан II
Міран Аділ-хан II (урду میران عادل خان دوم; д/н — 8 квітня 1503) — 4-й султан Хандешу у 1457—1503 роках.

## Життєпис
Син Мірана Мубарак-хана. Посів трон 1457 року. Спочатку укріпив Асіргарх і збудував казбу та палаци в столиці Бурханпур. За час його тривалого правління місто перетворилось на метрополію, великий центр торгівлі й виробництва тканин.
Відновив активну зовнішню політику. Спочатку переміг гондівські держави Гарха і Деогархта, які раніше були васалами Хандешу, але за попередників домоглися незалежності. За цим завдав поразки князівствам Джаркханду, прийнявши титул шах-і-джарханд. Також розгромив військові клани колів і бгілів. Після цих перемог він оголосив себе незалежним від Гуджарату та припинив платити встановлену данину. Але 1476 року визнав зверхність бахманідського султана Мухаммад-шаха III.
1490 року намагався скористатися з розпаду Бахманідського султанату, розширивши деякі володіння на півдні. У 1498 році гуджаратський султан Махмуд-шах I вдерся до Хандешу, дійшовши до Тапті. Міран Аділ-хан II знову змушений був визнати зверхність Гуджарату. Проте 1499 року долучився до коаліції Берарського і Ахмеднагарського султанатів, спрямованих проти Гуджаратського султанату. Махмуд-шах I зазнав тяжкої поразки, а володар Хандешу відновив незалежність.
Помер 8 квітня 1503 року, був похований у Бурханпурі. Йому спадкував брат Дауд-хан.